# Stadtbefestigung Alken (Untermosel)

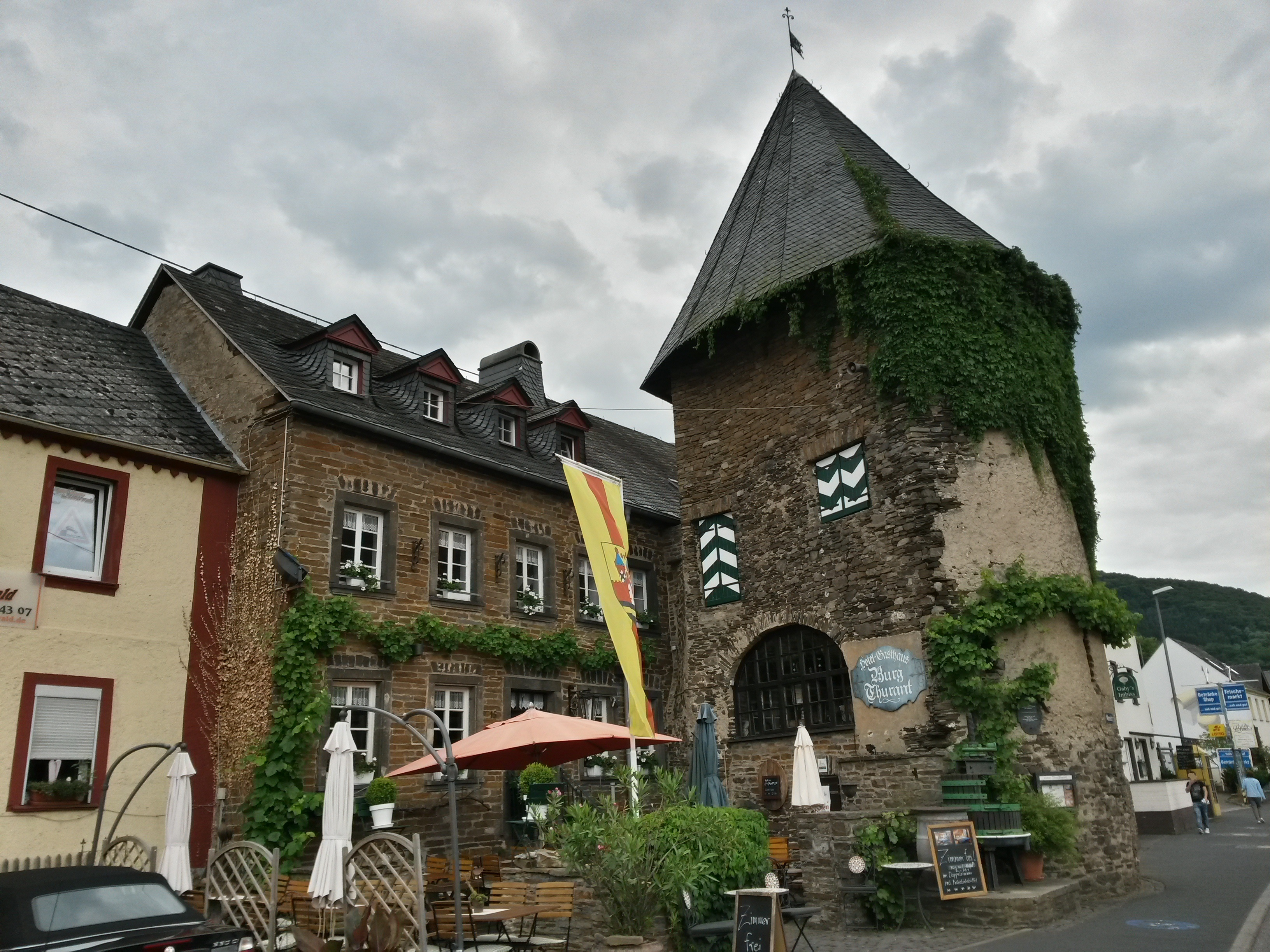
Rundturm bei der Moselstraße 15 in Alken

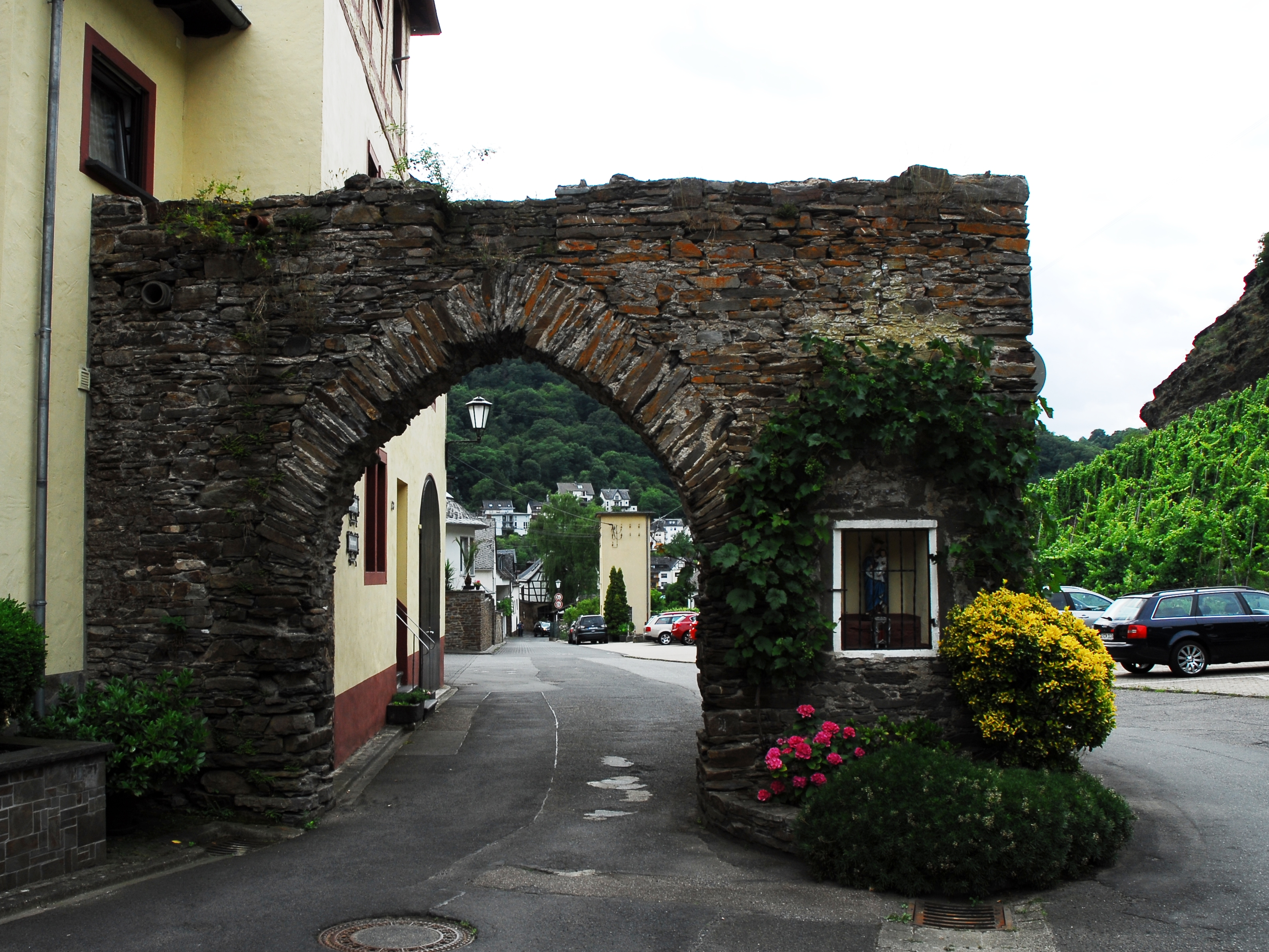
Torbogen bei der Bachstraße 10

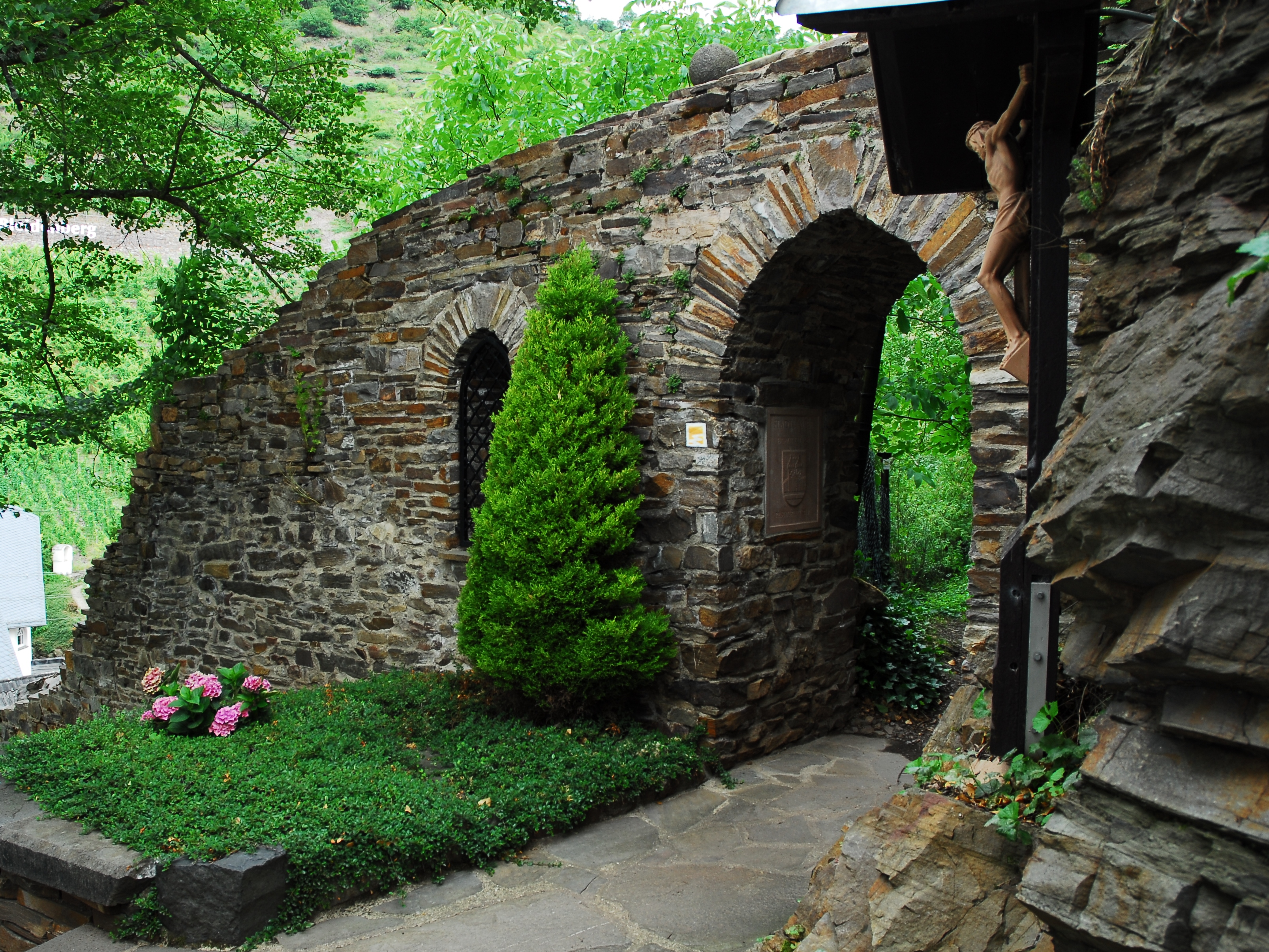
Stadtmauerreste

Die Stadtbefestigung in Alken, einer Ortsgemeinde im Landkreis Mayen-Koblenz in Rheinland-Pfalz, wurde im 13. Jahrhundert begonnen und in der ersten Hälfte des 14. Jahrhunderts vollendet. Die Reste der Stadtbefestigung sind ein geschütztes Kulturdenkmal.

## Geschichte
Unter dem Kölner Erzbischof Engelberth I. und dem Trierer Erzbischof Arnold II. wurde vermutlich 1256 mit dem Bau der Befestigung begonnen. Alken lag an einem Haupthandelsweg, der hinauf in den Hunsrück und auch an den Rhein führte.
Innerhalb von über 70 Jahren erbauten die Bewohner Alkens, die für die beiden Herren auf Burg Thurant Frondienst leisten mussten, die Stadtbefestigung. Nachdem sie vollendet war, verlieh Kaiser Ludwig der Bayer dem Ort am 23. August 1332 das Stadtrecht, das von Karl IV. im Jahr 1346 bestätigt wurde.

## Beschreibung
Die Stadtbefestigung umfasst den ganzen Ort bis zum Anschluss an die Außenanlagen der Burg. Von der Befestigung sind erhalten:
- der sogenannte Fallerport, ein Torturm als eckiger Schalenturm mit innerer Fachwerkwand bei der Oberstraße 39,
- der südwestliche Eckturm, ein Rundturm bei der Moselstraße 15,
- ein spitzer Torbogen bei der Bachstraße 10,
- weitere Stadtmauerreste.